# Le Secret de Khâny
Le Secret de Khâny est le vingt-septième album et la trente-deuxième histoire de la série Yoko Tsuno de Roger Leloup (l'album Aventures électroniques comporte six récits). Il est publié en album le 5 juin 2015.

## Résumé
Alors qu'elle est installée à Loch Castle avec Vic, Pol, Émilia (qui est inséparable d'Angela le petit robot Vinéen de Rosée), Rosée, Mieke et Bonnie, Yoko reçoit la visite d'un vaisseau inconnu, qu'Émilia abat avec un désintégrateur. Peu après, Khâny atterrit et demande à Yoko de récupérer le vaisseau. 

Elle avoue ensuite à Yoko qu'elle a commis une faute : une créature hybride s'est échappée du laboratoire dont elle avait la garde. Cette créature serait, selon Khâny, sur Mars, où elle s'apprêterait à détruire la population terrienne à l'aide d'un virus.
Yoko, alarmée, embarque sur Mars avec Vic, Pol, Rosée et Émilia. Une fois à destination, elle va de surprise en surprise : le second de Karpan, Gorka, leur a tendu un piège sur Mars et Yoko découvre le but des travaux d'hybridation de Khâny...

## Personnages
| Trio                                  | Terriens                                                       | Alliés Vinéens                | Adversaires Vinéens |
| ------------------------------------- | -------------------------------------------------------------- | ----------------------------- | ------------------- |
| - Yoko Tsuno - Vic Vidéo - Pol Pitron | - Rosée du matin - Émilia Mac Kinley - Zhytta - Mieke - Bonnie | - Khâny - Têvy - Poky - Lâthy | - Gorka             |

## Lieux
- La planète Mars